# Guzmania ekmanii
Guzmania ekmanii är en gräsväxtart som först beskrevs av Hermann August Theodor Harms, och fick sitt nu gällande namn av Hermann August Theodor Harms och Carl Christian Mez. Guzmania ekmanii ingår i släktet Guzmania och familjen Bromeliaceae. Inga underarter finns listade i Catalogue of Life.